# Josias
Josias (em hebraico: יֹאשִׁיָּהוּ, Yôšiyyāhû, hebraico moderno: יאשיהו; Yoshiyyáhu, cujo significado literal é "curado por YHWH" [ou Jeová cura], ou "sustentado de Yah"; em grego: Ιωσιας; em latim: Josias, c. 649-609 a.C.) foi o 16º rei de Judá (641-609 a.C.), consoante a Bíblia Hebraica, que instituiu grandes reformas. Josias é creditado pela maioria dos historiadores de ter estabelecido ou compilado Escrituras Hebraicas importantes durante a reforma deuteronômica que ocorreu durante seu governo.
Josias tornou-se rei de Judá, com a idade de oito anos, após o assassinato de seu pai, o rei Amom, e reinou por 31 anos, a partir de 641/640 à 610/609 a.C.
Ele também é um dos reis mencionados na genealogia de Jesus no Evangelho de Mateus.

## Seus antepassados

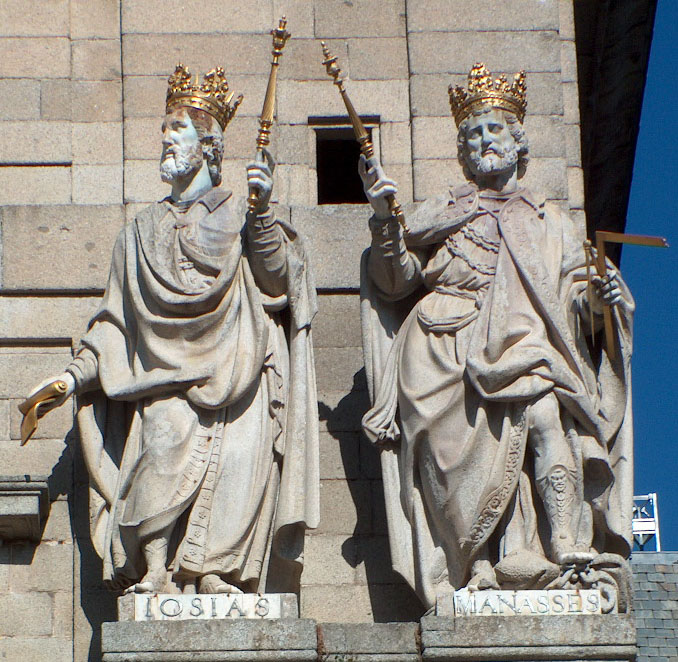
Estátuas de Josias e Manassés no El Escorial

Josias era filho do rei Amom com sua esposa Jedida.
Josias descende da linhagem real de Judá, iniciada com o Rei Davi.

## Ascensão ao trono
Após um reinado de dois anos, seu pai fora assassinado por conspiradores. O próprio povo tratou de eliminar os conspiradores e restaurar a autoridade régia da linhagem davídica, colocando Josias no trono. Josias tinha oito anos nessa época II Reis 22:1)

## Teorias

### Hipótese marginal
Entre o 12° e 18° ano de seu reinado, Josias embrenhou-se numa batalha contra aquilo que considerava idolatria. Na sua iniciativa, destruiu postes sagrados, altares e imagens, tanto no seu território, como na parte setentrional do que fora o Reino de Israel, arrasado pelos Assírios. Segundo Israel Finkelstein, esse combate às idolatrias serviram ao propósito de concentrar o poder de Judá e do destruído reino de Israel nas mãos de Josias. O objetivo principal do Pentateuco era a criação de uma nação unificada entre Israel e Judá, a qual pudesse basear-se num sistema unificado de crenças num Deus único, o que, na verdade, não era comum ao povo camponês de Judá ou Israel. O projeto de Josias marcou a consolidação da ideia monoteísta entre os hebreus e visava a formar um só povo judeu, guiado por um só Deus, governado por um só rei, Josias, com uma só capital, Jerusalém, e um só templo, o de Salomão. Segundo o arqueólogo Finkelstein as histórias bíblicas foram embelezadas para servir ao projeto do rei Josias de tornar um só, dois reinos que sempre, ao contrário do que diz a Bíblia encomendada por Josias, foram distintos. Além disso, o sentimento de unidade que a Bíblia deveria trazer aos israelitas e judeus serviria para que os pequenos reinos de Canaã pudessem se defender das grandes potências da época: Assíria, Egito e Mesopotâmia. 
“Nós focalizaremos o Judá do final do século VIII e do século VII AEC, quando este processo literário começou para valer, e argumentaremos que a maior parte do Pentateuco é uma criação da monarquia recente, elaborado em defesa da ideologia e necessidades do reino de Judá, e, como tal, está intimamente associado à História Deuteronomista. E nos alinharemos com aqueles estudiosos que argumentam que a História Deuteronomista foi compilada, principalmente, no tempo do rei Josias [640-609 AEC], para oferecer uma legitimação ideológica para ambições políticas e reformas religiosas específicas [...] a maior parte daquilo que é normalmente considerado como história acurada […] são, na verdade, as criativas expressões de um poderoso movimento de reforma religiosa que floresceu no reino de Judá na Idade Recente do Ferro. [...] A saga do êxodo de Israel do Egito não é uma verdade histórica, nem uma ficção literária. Ela é uma poderosa expressão de memória e esperança nascida em um mundo em transformação. O confronto entre Moisés e o faraó espelha o crucial confronto entre o jovem rei Josias e o recém-coroado faraó Necao. Fixar esta imagem bíblica em uma data anterior é subtrair da estória seu mais profundo significado. A Páscoa se revela, assim, não como um simples evento, mas como uma experiência contínua de resistência nacional contra os poderes estabelecidos". 
"Era ambição de Josias expandir-se para o norte e tomar posse dos territórios montanhosos que outrora pertenceram ao reino do norte. Assim, a Bíblia legitima esta ambição, explicando que o reino do norte se estabelecera sobre os territórios da mítica monarquia unida, que fora governada a partir de Jerusalém; que havia um reino israelita irmão; que sua população era composta de israelitas que haviam prestado culto em Jerusalém; que os israelitas ainda vivendo nestes territórios deveriam voltar seus olhos para Jerusalém; e que Josias, o herdeiro do trono davídico e da promessa eterna feita a Davi, era o único legítimo herdeiro dos territórios do vencido Israel. Por outro lado, os autores da Bíblia precisavam deslegitimar o culto do norte – especialmente o santuário de Betel – e mostrar que as típicas tradições religiosas do reino do norte eram todas más, que elas deveriam ser eliminadas e substituídas pelo culto centralizado no Templo de Jerusalém". 
Ou seja, a história de Israel e Judá como um reino unido e poderoso na época de Salomão e Roboão durante o século X a.C foi uma história criada pelos escribas de Josias a fim de justificar o domínio desse sobre o enfraquecido reino de Israel, pois "o Judá da Idade do Ferro não viveu uma precoce era de ouro. Davi, seu filho Salomão e os reis seguintes da dinastia davídica governaram uma região rural, marginalizada e isolada, sem nenhum sinal de grande riqueza ou administração centralizada. Esta região não sofreu um súbito declínio, perdendo uma condição de incomparável prosperidade. O que ela experimentou foi um longo e gradual desenvolvimento ao longo dos séculos. A Jerusalém de Davi e Salomão era apenas um entre outros centros religiosos na terra de Israel, e não o centro espiritual de todo o povo desde o começo”. 

### Contraprova
A ideia de um rei onipotente como um deus, capaz de alterar os registros históricos, não é um senso comum em qualquer meio acadêmico. Mesmo que ele tentasse, registros de diversos povos seriam uma contraprova sólida, o que não ocorre, já que até mesmo os árabes antigos, descendentes de Esaú, que mais tarde se tornaram islâmicos, atestam a origem da Torá.

## O Livro da Lei
Enquanto os servos do rei reparavam o templo de Jerusalém, o texto bíblico afirma que eles redescobriram um material muito importante (especialmente no contexto de restauração religiosa): "o Livro da Lei de YHWH pela mão de Moisés". Alguns acreditam que esse material seria uma versão antiga do Deuteronômio; outros postulam que foi um documento composto por sacerdotes javistas visando apoiar e dar forma às mudanças religiosas do rei. Josias providenciou que o livro fosse lido em público.

## O 18° ano de seu reinado
No 18° ano do seu reinado, Josias providenciou a celebração da Páscoa Judaica em 14 de nisã. Esta ultrapassou todas as Páscoas já celebradas, desde os dias do profeta Samuel. O próprio Josias contribuiu trinta mil vítimas pascoais e três mil cabeças de gado.

## Família
Tendo a Amom por pai e Jedida por mãe, Josias tinha pelo menos duas esposas: Hamutal e Zebida. Eis seus filhos:
- Joanã - Seu primogênito. Não reinou sobre Judá.
- Eliaquim / Jeoaquim - Filho de Zebida. Foi rei em Judá.
- Jeoacaz - Filho de Hamutal. Foi rei antes de Jeoiaquim, destronado pelo faraó Neco II.
- Matanias / Zedequias - Tornou-se rei depois que seu sobrinho Jeconias / Joaquim fora destronado por Nabucodonosor II.

## Fim do reinado
Perto do fim de seu reinado, o Faraó Neco II foi lutar contra os medos e babilônios, atravessando o território israelita. A coalização medo-babilônica derrotava os outrora dominadores assírios e Neco via aí uma oportunidade para tomar o controle da Ásia.
Josias interceptou a marcha egípcia e procurou rechaçá-los em Megido, apesar de ser alertado pelo faraó a não tentar isso. Na batalha, Josias fora mortalmente ferido, sendo amplamente pranteado por seus súbditos.